# Dollari sporchi
Dollari sporchi (Dead Presidents) è un film noir drammatico statunitense del 1995 diretto da Albert e Allen Hughes, sulle tematiche del disagio dei giovani neri nel decennio tra gli anni settanta e ottanta.

## Trama
Un gruppo di amici si arruola volontario nell'esercito appena dopo il diploma alle scuole superiori. Inviati nel corpo dei Marines, vengono spediti in Vietnam. Assegnati alle forze speciali, i giovani volontari vengono travolti dagli orrori della guerra del Vietnam di cui saranno loro malgrado anche diretti protagonisti. Alla fine del conflitto, i giovani fanno ritorno in patria trovando il loro vecchio mondo sconvolto dalla droga e dal problema della disoccupazione, che alla fine travolgeranno anche loro.

## Riconoscimenti
- 1995 - Courmayeur Noir in festival
  - Premio Mystery alla miglior attrice (Rose Jackson)